# Стелеров морски орел
Стелеровия морски орел (Haliaeetus pelagicus) е едра дневна граблива птица от семейство Ястребови. Видът е ендемит на Далечния изток.

## Физическа характеристика
- Дължина на тялото: 85 – 94 cm
- Тегло: 4,9 – 9 kg

Женските индивиди са по-едри и по-тежки от мъжките. Оперението е черно-кафяво с бели опашка, рамене и чело. На п-в Корея са установени и изцяло черни индивиди, принадлежащи към подвида H. p. niger, или Корейски морски орел.

## Разпространение и местообитание
Гнездовият му ареал обхваща азиатското крайбрежие на Берингово море, северното крайбрежие на Охотско море, където е прелетен, полуостров Камчатка, южното крайбрежие на Охотско море, долното течение на р. Амур, островите Сахалин и Шантар, където е постоянен. Зимува в Североизточен Китай, п-в Корея, Японските острови и Курилските острови.
Обитава морски брегове и долните течения на реки, по-рядко навлиза навътре в сушата, където има водоеми богати на риба. Предпочита гористи речни долини, където може да намери подходящи дървета за гнездене.

## Начин на живот и хранене
Част от популацията отлита на юг през зимата, друга остава на Камчатка и брега на Охотско море.
Храни се най-вече с големи риби. Любима му е тихоокеанската сьомга (Oncorhynchus gorbuscha), но лови и друга плячка. Характерно за него е мършоядството.

## Размножаване
Моногамни птици. Прави гнезда предимно върху големи дървета, но също и върху крайморски скали и островни скали далеч от брега. Гнездото е грубо, направено от големи пръчки и клони. Снася обикновено 2 яйца, които мъти в периода април – май, в продължение на 7 седмици. Малките стават самостоятелни след около 10 седмици.

## Природозащитен статут
- Червен списък на световнозастрашените видове (IUCN Red list) - Уязвим (Vulnerable VU)[4]

Световната популация наброява 5000 птици, но намалява. Основните заплахи са изсичането на старите гори, строежи на ВЕЦ и интензивния риболов. Особена заплаха е отравянето с олово от сачми в трупове на убити животни, които орела поглъща. Препоръките за облекчаване на неблагоприятните влияния включват ограничаване на въздействията от индустриализацията в Русия, създаване на места за хранене, насърчаване на устойчиво управление на рибните запаси и защита на районите за хвърляне на хайвер на сьомгата.
- Включен в Червената книга на Русия като рядък вид с ограничено разпространение[2]